# Instituto Británico e Irlandés de Música Moderna

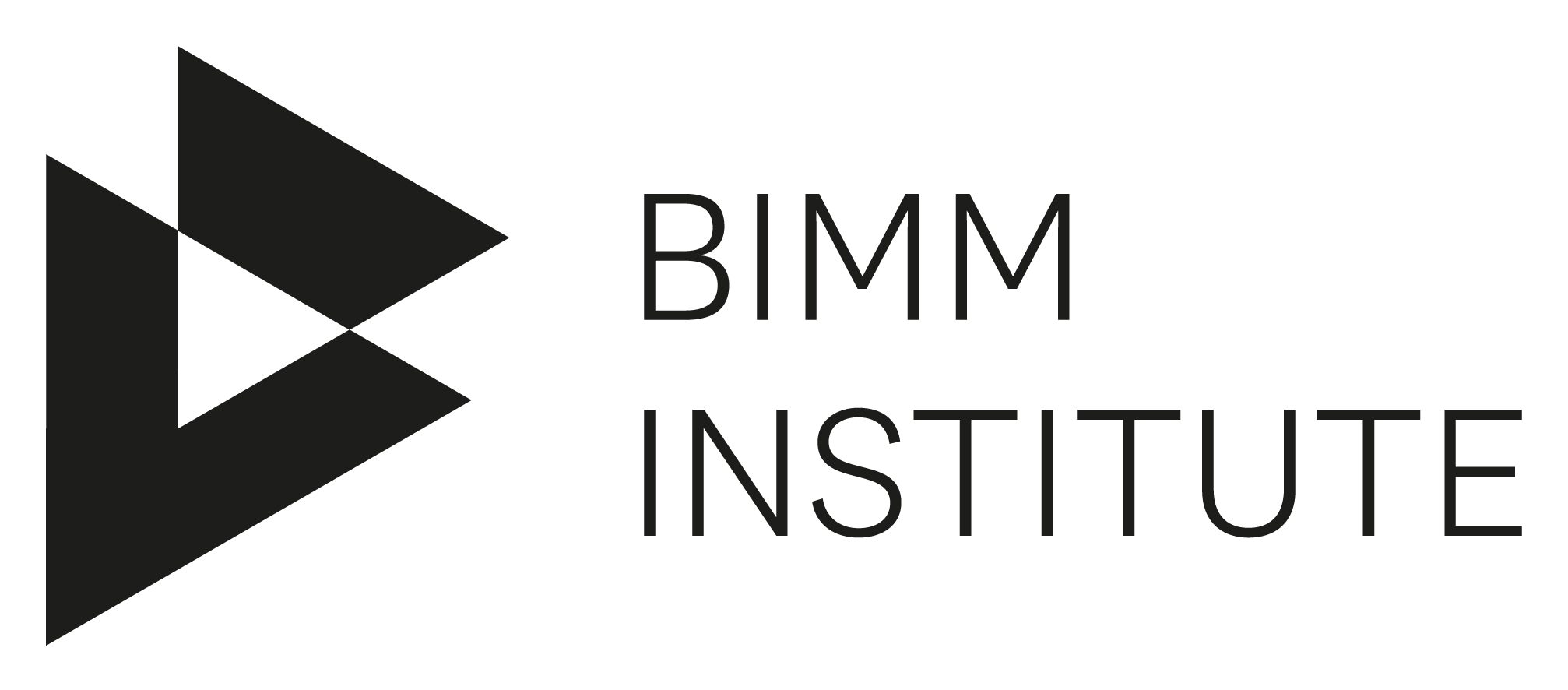
Logo del BIMM

El Instituto de Brighton de Música Moderna es una universidad independiente de Inglaterra, con sede en la ciudad de Brighton y Hove, con otra universidad con sede en la ciudad de Bristol.
La Universidad de Sussex y Bath Spa University actúan como autoridades de validación de todos los premios universitarios impartidos en BIMM.

## Creación del establecimiento
BIMM fue concebido por los músicos John Bruce Dickinson , Keyes Damián , Kevin Nixon y la ex Sony Music, gerente de negocios, Sarah Clayman , que son los que han vendido seis millones de discos en todo el mundo y han disfrutado la tabla hits cincuenta. BIMM se fundó en las instalaciones de BIMM Oriente en 2001, a continuación, procedió a abrir sus puertas a Occidente en 2005.
BIMM ha abierto recientemente una nueva universidad con sede en Bristol, en septiembre de 2008.
BIMM es un colegio dirigido por músicos para músicos con un fuerte énfasis en la música en vivo y en los instrumentos.
El colegio ofrece cursos de carrera musical en la guitarra, batería, composición, voz, teclados de sonido, en directo y la gestión de conciertos de música y empresario. Brinda cursos a nivel de grado, completo y a tiempo.

## Alumnos famosos
Los estudiantes exitosos de BIMM incluyen a los integrantes de The Kooks, que han vendido más de 2 millones de discos en todo el mundo incluyendo el Reino Unido liderando el puesto N° 1. La cantante y compositora Beth Rowley, quien ha tenido un Top 10 de álbumes y Kate Walsh , la ONU-primer artista firmada para ir a N.º 1 en la lista de álbumes de iTunes.
La galardonada universidad se enorgullece de ofrecer el mejor entrenamiento para una carrera musical o bien de una carrera dentro de la industria de la música. Muchos estudiantes están trabajando actualmente en la industria, ya sea en sellos discográficos, reserva de agentes o sociedades de gestión.
Las clases magistrales recientes en BIMM, incluyen visitas de Jeff Beck de The Yardbirds , Roger Daltrey de The Who , Lemmy de Motörhead, Gus G (guitarrista de Ozzy Osbourne), Newton Faulkner , Eavis Michael , Chad Smith de Red Hot Chili Peppers, Nathan Watts (bajista de Steve Wonder), bandas conocidas como Keane , Hot Chip , The Kaiser Chiefs , Beverley Knight , Billy Sheehan , Guthrie Govan y Scissor Sisters.

## Cursos
Brighton - Guitarra, bajo, batería, voz, composición, teclados, sonido en vivo, la gestión de conciertos y empresarios de música.
Bristol - Guitarra, bajo, batería, voz y composición.

## Calificaciones
Certificado
Artista Diploma de Desarrollo
Diploma Profesional (Nivel 5) en la Música Moderna
Título de Maestría Musical Profesional
BA (Hons) en la Maestría Musical Profesional

## Antiguos alumnos
- Beth Rowley - Brit nominada cantante y compositora de R&B y Soul Top 10 de álbumes.
- George Ezra - cantante y compositor.
- Iolanda - cantante, representante de Portugal en Eurovisión 2024.
- Kate Walsh - la primera artista no firmada en tener un álbum N°1 en iTunes.ç
- Marina Diamandis - cantante y compositora.
- The Kooks - cantante y guitarrista, Luke Pritchard, el bajista Max Rafferty, involucrado en un proyecto universitario, que constituyó la base de la banda. Luego se unieron sus compañeros Hugh Harris (guitarrista) y Paul Garred (baterista). Su álbum debut Inside In/Inside Out, lanzado en enero de 2006, generó seis sencillos top 40 y a la fecha el álbum ha vendido alrededor de dos millones de copias.

## Maestros
- Carleen Anderson
- Chris Difford
- Billie Godfrey
- Kirk Brandon
- Kelle Bryan - Eterno
- Steve White - Paul Weller
- Steve Hillier

- Datos: Q4967681